# Charta 08

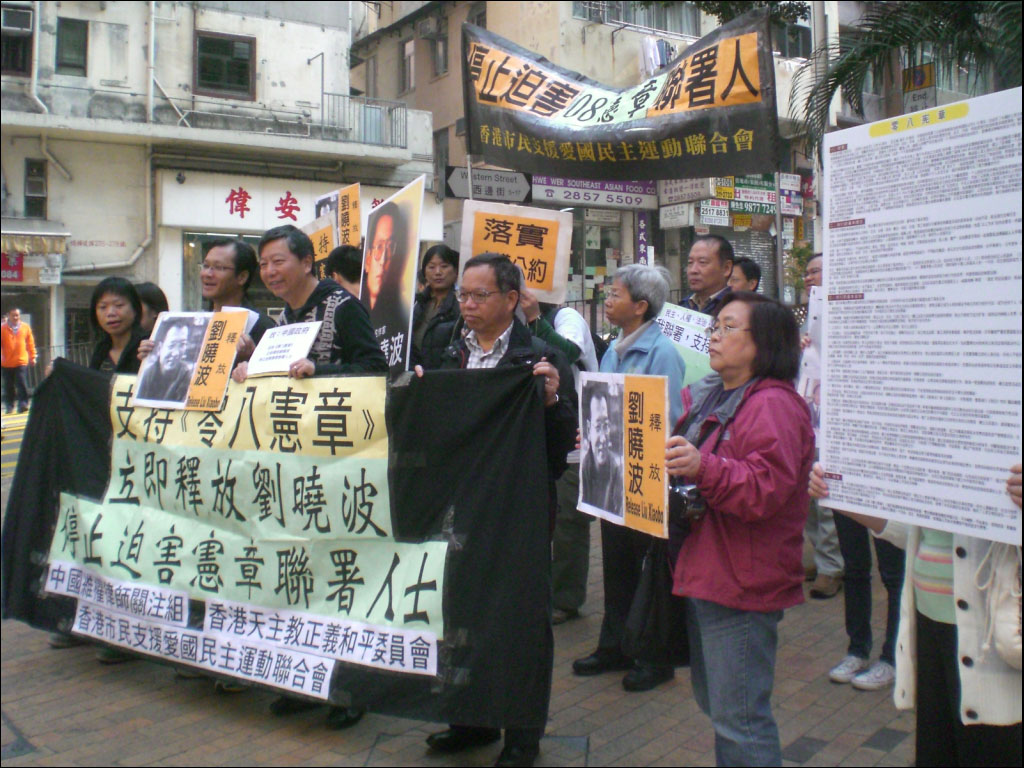
Protester i Hongkong mot arresteringen av Liu Xiaobo.

Charta 08 (kinesiska: 零八宪章; pinyin: Língbā Xiànzhāng) är ett politiskt manifest för politisk reform i Kina som undertecknades av 303 kinesiska tjänstemän, jurister och intellektuella den 10 december 2008, vilket är Internationella dagen för mänskliga rättigheter. Manifestet var inspirerat av den tjeckoslovakiska politiska manifestet Charta 77. Inom en månad efter det att Charta 08 offentliggjorts hade omkring 7000 kinesiska aktivister skrivit under.
De kinesiska myndigheterna har gått hårt åt flera av undertecknarna, som till exempel Liu Xiaobo, vars namn i stor omfattning raderats från offentlig text och webbsidor. På juldagen 2009 dömde en domstol i Peking honom till elva års fängelse för "omstörtande verksamhet", vilket är den hårdaste domen i sitt slag sedan 1997.

## Krav
Manifestet efterlyser 19 förändringar för att förbättra de mänskliga rättigheterna i Kina, inklusive ett oberoende rättssystem, föreningsfrihet och avskaffande av enpartistyre: "Alla typer av sociala konflikter har ständigt ansamlats och känslor av missnöje har ökat i motsvarande grad, uttryker det. "Det nuvarande systemet har strävat bakåt till den punkt, där förändringar inte kan undvikas." Kina är fortfarande den enda stora världsmakten som fortfarande behåller ett auktoritärt system, vilket så strider mot mänskliga rättigheter, sägs det. "Denna situation måste förändras! Politiska demokratiska reformer kan inte längre skjutas upp!"
Specifikt lyder kraven:
1. Ändring av konstitutionen.
2. Maktfördelning.
3. Lagstiftande demokrati.
4. Ett oberoende rättsväsende.
5. Offentlig kontroll av tjänstemän.
6. Garanti för mänskliga rättigheter.
7. Val av offentliga tjänstemän.
8. Jämlikhet mellan landsbygd och städer.
9. Föreningsfrihet.
10. Mötesfrihet.
11. Yttrandefrihet.
12. Religionsfrihet.
13. Samhällskunskap.
14. Skydd av privategendom.
15. Reform av finanser och skatter.
16. Social trygghet.
17. Skydd av miljön.
18. En federal republik.
19. En sannings- och försoningskommission.[4]